# Drakensbergianella rudebecki
Drakensbergianella rudebecki is een keversoort uit de familie bladkevers (Chrysomelidae). De wetenschappelijke naam van de soort werd in 2003 gepubliceerd door Biondi & d'Alessandro.